# 에어버스의 역사
오늘날의 에어버스 SE는 1970년 Airbus Industrie GIE 컨소시엄이 구성되기 전까지 유럽 항공 우주 산업의 국제적 통합을 추적한 산물이다. 2000년 프랑스의 Aerospatiale-Matra와 독일의 DASA의 합병을 통해 EADS(European Aeronic Defense and Space Company) NV가 설립되었고, 그 후 스페인으로부터 Construcciones Aeronicas를 인수했다. EADS는 보안 및 우주 활동과 관련된 다른 자회사 외에도 1992년에 설립된 기존의 Eurocopter SA의 100%와 Airbus Industrie GIE의 80%를 소유했다. 2001년 Airbus Industrie GIE는 단순화된 주식 회사인 Airbus SAS로 개편되었다. 2006년 EADS는 BAE Systems로부터 Airbus Industrie GIE의 나머지 20% 지분을 인수했다. [1] EADS NV는 2014년에 Airbus Group NV로, 2015년에 Airbus SE로 변경되었다

## 역사
에어버스 인더스트리는 유럽의 항공 회사들의 컨소시엄으로, 보잉과 맥도널 더글러스(1997년 보잉에 합병)같은 미국의 방위산업체들과 경쟁하기 위해 설립되었다. 1960년대 미국 회사들과 경쟁하는 것과 더불어 서로 경쟁하던 유럽의 항공기 제조 회사들은 1960년대 중반에 들어 유럽 회사들 간의 상호 협조를 위한 논의를 조심스럽게 시작했다. 1967년에는 영국, 프랑스, 독일 정부가 300석 규모의 에어버스 A300의 개발을 위한 양해각서 (Memorandum of Understanding, MoU)에 합의를 했다. 이것은 콩코드에 이어 두 번째로 진행된 유럽의 중요 항공기 공동 사업이었다. 이를 위한 확고한 컨소시엄은 일찍이 1967년 7월에 발표가 있었으나, 영국 항공기 사업 (British Aircraft Corporation, BAC)으로 인한 문제로 형성되지는 않았다. 영국 정부는 영국 항공기 사업이 경쟁제품으로 제시한 BAC 1-11의 개발을 위한 후원을 거절했다. 그 이후 몇 달간은 프랑스와 영국 정부가 A300에 대한 의문을 표명했고, 롤스로이스에 의해 개발되기로 한 새 엔진의 요구사항도 문제가 되었다. 1968년 12월에는 프랑스 파트너 회사인 수드 아비아시옹 (Sud Aviation)과 영국 파트너 회사인 호커 시들리(Hawker Siddeley)가 개정된 구성(configuration)의 250석 에어버스 A250을 재안하였다. A300B로 이름이 바뀐 이 구성안은 새 엔진을 필요로 하지 않으므로 개발비를 줄일 수 있음을 재기했다. 1969년에는 영국 정부가 A300B에 사용될 예정이던 엔진 선택의 문제로(영국에서 A300B에 맞춘 롤스로이스제 엔진을 개발 중이었으나, 제너럴 일렉트릭의 엔진을 채택) 프로젝트에서 철회함으로써 제휴국들을 놀라게 하였으나 당시까지 날개 디자인을 담당했던 호커 시들리의 프로젝트 참여로 비추어 보아 프랑스나 독일의 날개 디자인 인수가 다소 어려운 관계로 호커 시들리는 중요한 하도급 업자로 남을 수 있게 되었다. 1978년에는 호커 시들리와 영국 항공기 사업이 합병된 브리티시 에어로스페이스(British Aerospace, BAE 시스템스의 전신)가 에어버스의 주식 20%를 구매함으로써 영국이 다시 컨소시엄에 참여하게 되었다.

## 같이 보기
- 항공의 역사